# Danmarks runeindskrifter 410
DR 410 är en vikingatida (1050-1100(?)) arabiskt mynt använt som amulett av silver i Bornholms kommun. Myntet är från 895-896.

## Inskriften
Translitterering av runraden:
§A e(i) (e)asusus kristus͡ ͡fil͡uis t(e)i fifi in| |nomina b¶atris eþ fil¶ius ins eþ sb͡iritu¶s 
§B k͡rist͡us (b)i ¶ bius| |s͡ank͡uis fifiþ ¶ fit͡am itirn͡a¶m k͡ustotaþit
Normalisering till latin:
§A ... Iesus Christus filius dei vivi. In nomina patris et filii ... et spiritus 
§B Christus ... pius sanguis vivit, vitam aeternam custodiat.
Översättning till nusvenska:
Jesus Kristus, den levande gudens son. I Faderns och Sonens och den helige andes namn. Kristus. Det fromma blodet lever och bevarar det eviga livet.
Med datering till andra hälften av 1000-talet kan amuletten vara det äldsta exemplet på kyrklig latin, skriven i runer.